# 后谷咖啡
后谷咖啡，全称德宏后谷咖啡有限公司（英語：Dehong Hogood Coffee Co., Ltd），是云南省德宏傣族景颇族自治州的一家民营企业，总部位于芒市。后谷咖啡主营农副食品加工业，是中国最大的速溶咖啡生产企业，被称为“中国本土咖啡第一品牌”。2018年，后谷咖啡实现营业收入56.9135亿元，列云南民营企业第10位，“2018年云南企业100强”中排名37位。

## 历史
1987年，熊相人从遮放农场离职，开始经营咖啡、橡胶的个体贸易，1994年建立“潞西县戛中标胶厂”，1997年成立“潞西市宏天实业开发有限公司”，2000年扩大为“德宏州宏天实业（集团）有限公司”。2007年12月，德宏州宏天实业与云南产业投资管理有限公司合资成立后谷咖啡，注册资金3.29亿元。
后谷咖啡原计划于2010年底在A股上市，后因资金链问题上市计划受挫。2013年，后谷咖啡获得“中国驰名商标”称号。2016年，后谷咖啡主办了第26届世界咖啡科学大会暨首届亚洲咖啡年会。
2018年6月起，后谷咖啡资金周转出现困难，产生债务危机，2021年5月开始进行债务重组及产业重整。

## 产业
后谷从小农户手中承包农田并种下咖啡幼苗，然后将土地重新承包给农民，最后收获时从农民那里购买咖啡豆。后谷咖啡在芒市、戛中、盈江、南伞、孟定等地建立了多个咖啡初加工厂，2012年时达到年产8万吨咖啡豆，2017年达到年产20万吨。后谷原是雀巢、星巴克、麦斯威尔的咖啡原料供应商，2008年宣布停止向雀巢供应咖啡豆。后谷咖啡承担了中国近一半的咖啡出口额度。
2004年起，宏天实业开始进行咖啡深加工产品的研发，2005年推出“后谷”牌咖啡，逐渐从原料供应商转型为咖啡终端产品生产商。2014年时，雀巢咖啡在中国境内的市场占有率达到70%，同期的后谷仅为2.7%。
2008年，建成3,000吨速溶咖啡生产线，一举成为中国最大的速溶咖啡企业；2011年，建成10,000吨速溶咖啡生产线。2018年，建成20,000吨速溶咖啡生产线，成为全球最大的速溶咖啡单体生产企业。

## 评价
2017年2月20日，中华人民共和国外交部和云南省人民政府在北京举行的“开放的中国：魅力云南 世界共享”全球推介活动中，时任外交部部长王毅致辞：“刚才我喝的咖啡，它的品牌叫做后谷，这个咖啡，我不是夸张，是我走遍全球喝过全球各个国家咖啡当中最好的。”